# Schweizerischer Zofingerverein
Der Schweizerische Zofingerverein (Zofingia) ist eine nichtschlagende farbentragende schweizerische Studentenverbindung, welche in elf Sektionen unterteilt ist. Sie wurde 1819 gegründet und ist ein Männer- und Lebensbund. Nach absolviertem Studium kann ein Mitglied dem Schweizerischen Altzofingerverein beitreten. Der Name Zofingia geht auf den Gründungsort Zofingen im Kanton Aargau zurück. Bereits im ersten Jahr seines Bestehens vermochte der Zofingerverein mit der Sektion Waadt eine französischsprachige und Luzern eine römisch-katholisch geprägte Sektion zu gewinnen. Die Protagonisten des frühen Zofingervereins zählen damit zu den Vordenkern der modernen Schweiz.

## Allgemeines
Geführt wird die Zofingia vom Centralausschuss (CAus), bestehend aus Centralpräsident (CP), Centralaktuar (CA), Centralquästor (CQ) und vier Centralmorpionen (Beisitzer). Der Centralausschuss wird von der Festversammlung anlässlich des jährlich stattfindenden Centralfestes in Zofingen für jeweils ein Amtsjahr aus den Mitgliedern einer Sektion gewählt. Dabei wechselt die Sektion, die den Centralausschuss «stellen» kann, von Jahr zu Jahr gemäss einem bestimmten Turnus (sog. Vorortsprinzip).
Ihre Devisen sind Patriae, Amicitiae, Litteris (für Vaterland, für Freundschaft, für Wissenschaft), von denen die amicitia im heutigen Vereinsleben jedoch klar im Vordergrund steht. Die Devise «Patriae» weist darauf hin, dass die Zofingia in der ersten Hälfte des 19. Jahrhunderts Teil der Bewegung war, die sich erfolgreich für die Gründung des modernen Schweizer Bundesstaates einsetzte. Neben der Pflege der Freundschaft hat sich die Zofingia zum Ziel gesetzt, Persönlichkeiten hervorzubringen, welche Verantwortung in Politik, Wirtschaft und Gesellschaft übernehmen können. Sie setzt sich mit aktuellen Problemen aus Politik und Wirtschaft auseinander und beschäftigt sich mit Fragen des universitären, kulturellen und sozialen Lebens. Sie orientiert sich an der Idee eines föderalistisch aufgebauten, demokratischen Rechtsstaats und setzt sich für die Wahrung der persönlichen Freiheit ein. Sie enthält sich jeglicher Parteipolitik, kann aber zu Fragen von schweizerischem öffentlichem Interesse Stellung nehmen.
Die Verbundenheit mit der «Bundesstadt» Zofingen ist gross. Die Verbindungsfarben (Rot-Weiss-Rot) entsprechen denen des Stadtwappens. Jedes Jahr im Mai oder Juni treffen sich die aktiven Mitglieder hier zum Centralfest, alle drei Jahre zudem die Altzofinger. Die Stadtbehörden zeigen sich der Verbindung gegenüber stets wohlwollend. Als Dank dafür erhielt die Stadt mehrmals Geschenke, so z. B. einen Brunnen zu Ehren des Stadthelden Niklaus Thut (1894), die zwei Löwenbrunnen am unteren Stadteingang (1919), eine Glocke für die Stadtkirche (1929), bemalte Glasscheiben für das Rathaus (1969), das Turm-Glockenspiel (Carillon) in der Turmstube des Stiftsturmes (1985) oder die Justitia-Statue vor dem Rathaus (1994). Anlässlich des 200-jährigen Jubiläums des Schweizerischen Zofingervereins im Jahr 2019 wurden der Stadt wegweiserartige Stelen und Infotafeln für ein Fussgänger-Leitsystem durch die Zofinger Altstadt geschenkt.

## Geschichte

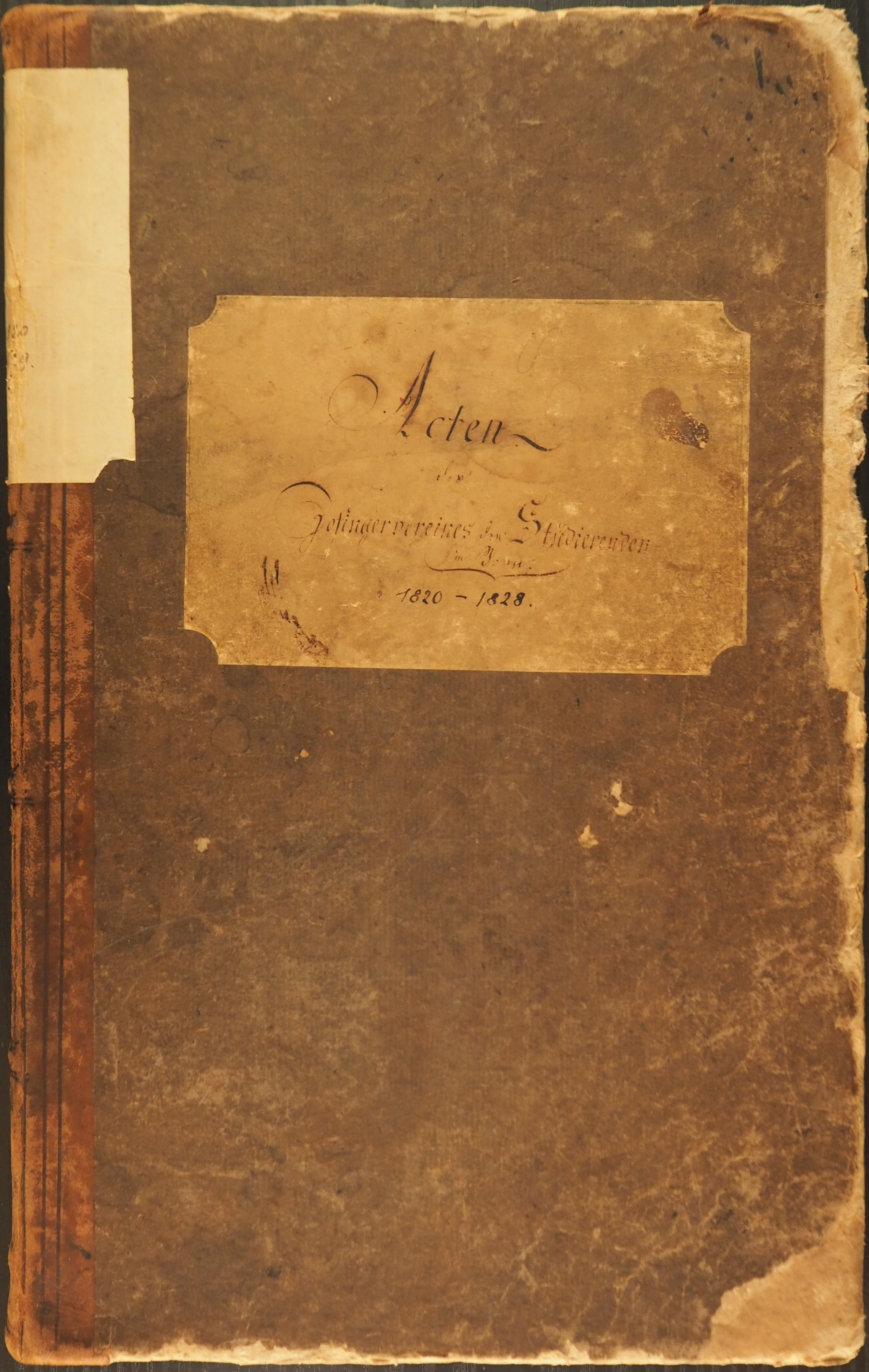
Einband des ältesten Protokollbands der Sektion Bern, Aufschrift: Acten / des / Zofingervereins der Studierenden / in Bern / 1820–1828 (Staatarchiv des Kantons Bern, V Zofingia 1)

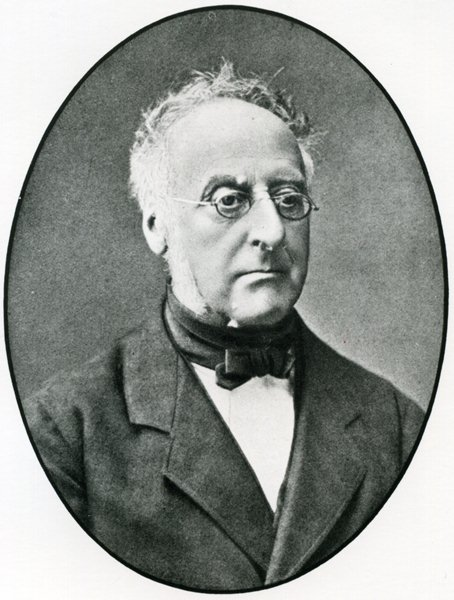
Gottlieb Studer, Professor für Theologie an der Universität Bern, Mitbegründer des Schweizerischen Zofingervereins (um 1875)

### Gründung
In der Alten Eidgenossenschaft gab es verschiedene akademische Gesellschaften (u. a. die «Wachsende» in Zürich, die «Vergnügte» in Bern und die «Freie» in Basel). Diese verschwanden Ende des 18. Jahrhunderts. 1761 wurde in Schinznach-Bad die patriotische Helvetische Gesellschaft gegründet. Die Mitbegründer waren Salomon und Kaspar Hirzel von der Wachsenden Gesellschaft, Vincenz Bernhard Tscharner von der Vergnügten Gesellschaft und Isaak Iselin sowie Jean-Rudolphe Frey aus der Freien Gesellschaft. Da diese Herren schon älteren Semesters waren, wurde mit Erfolg versucht, die Jugend miteinzubeziehen. Hauptziel war es, die in der Schweiz vorherrschenden konfessionellen Gegensätze zu überbrücken.
Nach dem Zusammenbruch der Alten Eidgenossenschaft 1798 gab es eine Spaltung zwischen den fortschrittlichen Unitariern und den konservativen Föderalisten. Diese Spaltung blieb auch, nachdem Napoleon verloren hatte, und die Eidgenossenschaft von den Siegermächten als souverän anerkannt wurde.
Berner Studenten aus dem Umfeld des Professors Johann Rudolf Wyss, Albert Bitzius, dessen Vetter Karl Bitzius und Gottlieb Studer, organisierten im Juni 1818 eine Feier im Angedenken an die Schlacht bei Laupen. Dieselben Initianten gehörten zu den ersten Berner Studenten, die ein Jahr später nach Zofingen fuhren. Zürcher Studenten luden ihre Berner Kommilitonen ein, um am 23. Oktober 1818 das 300. Jubiläum des Tages zu feiern, an dem Ulrich Zwingli das erste Mal das Evangelium verkündet hatte. Man pilgerte an die Todesstätte Zwinglis, in den Sihlwald. Später luden die Berner ihre Zürcher Kommilitonen nach Bern ein. Es kam die Idee auf, im aargauischen Städtchen Zofingen – ungefähr in der Mitte zwischen beiden Städten – einen eigenen Studentenverein zu gründen. Vom 21. bis 24. Juli 1819 trafen sich 26 Zürcher und 34 Berner deshalb in Zofingen und gründeten den «Schweizerischen Verein Studierender», der sich wenig später Zofingerverein oder «Zofingia» nannte. Im Ausland Studierende brachten die Gepflogenheiten der deutschen Burschenschaften mit nach Hause in die Schweiz.
Bereits 1820 zählte der Zofingerverein 120 Studenten aus den Kantonen Bern, Zürich, Luzern und der Waadt.  Die Zofingia adaptierte nach und nach deutsches akademisches Brauchtum. Ab etwa 1830 trugen die Zofinger als äusseres Erkennungsmerkmal das Couleur, bestehend aus weisser Mütze und rot-weiss-rotem Band. 1822 entschied man sich, im Ausland eine Sektion aufzubauen, und gründete in Freiburg im Breisgau eine weitere Zofingersektion. Nachdem die Zofingia in Freiburg verschiedene Probleme mit den dortigen Burschenschaften gehabt hatte, entschloss man sich, diese Sektion wieder zu schliessen und vorerst keine weiteren Ableger im Ausland mehr zu stiften.

### Abspaltungen und Neugründungen
Die Zofinger bildeten oft den Kern von studentischen Freikompanien und unterstützten oft nichteidgenössische Mächte (so z. B. 1838 und 1856, als die Neuenburger Zofinger den preussischen Fürsten unterstützten). Es kam dann auch vor, dass sich Zofinger gegenseitig bekämpften (so z. B. in Lausanne und Neuenburg), was u. a. dazu führte, dass eine Sektion aus dem Schweizerischen Zofingerverein austrat.
1832 wurde der Grundstein für die Helvetia gelegt, als die Luzerner und eine Minorität der Zürcher Zofinger sich neu zusammenschlossen und ein erstes Mal die Helvetia gründeten. Damit war das Einheitsideal der Zofingia ein erstes Mal zerbrochen. Die Helvetia vermochte sich ausser in Luzern und Zürich nur noch in Bern und teilweise in St. Gallen zu festigen. 1837 gab es die Helvetia nur noch in Bern. Nach einem 1847 durch eine Kleinigkeit entstandenen Zwist in der Sektion Bern zwischen dem konservativen und dem liberalen Lager kam es zur Abspaltung der Liberalen und zur Gründung des Neu-Zofingervereins. Ende 1847 hatte die radikale Neu-Zofingia sieben Sektionen mit etwa hundert Mitgliedern, die alte Zofingia bestand aus sechs Sektionen mit über 120 Mitgliedern. Die Neu-Zofingia wurde im Herbst 1849, nach dem Sonderbundskrieg und dem damit entstandenen Streit zwischen den beiden Zofingias, in Helvetia umbenannt. Der 1855 aus der Fusion von Zürcher Zofingern mit der Helvetia entstandene neue Verein nannte sich wieder Neu-Zofingerverein. Seine Mitglieder trugen rot-weiss-rote Bänder und blaue Mützen mit Goldrändern. Schon bald wurden die Mützen mit der unbeliebten Farbe durch weisse ersetzt, und 1857 gründete eine Gruppe ausgetretener Neu-Zofinger erneut die Helvetia. 1865 wurde die Zofingia wiederum gespalten, als das Zürcher Strafgesetzbuch das Duellieren strafbar machte. 1867 wurde dann die Helvetia wiederum auf Zofingia zurückbenannt.
Von Anfang an war der Zofingerverein mehrheitlich gegen die Mensur eingestellt. Dennoch wurde oft gefochten, da man sich den Forderungen anderer Studentenverbindungen nicht entziehen konnte. Die Mensurfrage erregte die Gemüter aber erst in der zweiten Hälfte des 19. Jahrhunderts. So beschloss man 1863 an der Festversammlung des Centralfestes, den Gebrauch des Schlägers zu verbieten. Das Verbot konnte sich nicht durchsetzen, vor allem in Zürich und Bern nicht. Deshalb erhielt die Sektion Zürich 1883 eine Ausnahmestellung. Diese wurde erst 1903 durch eine Urabstimmung aufgehoben, was die Konstituierung der Neuzofingia (weisse Mützen, rot-weiss-blaue Bänder) bedeutete. Als 1903 die Mensurfrage die Sektion Zürich spaltete und der Gesamtverein dann die Ausnahmestellung von Zürich aufhob, spaltete sich eine loyale Minorität ab, die bisherige Sektion wurde geschlossen, und die verbleibenden wurden als legitime Zofingersektion anerkannt. Mitglieder, denen die Teilnahme an einem studentischen Fechtkampf nachgewiesen werden kann, werden in der Zofingia seither ausgeschlossen.

### Der Bundesstaat von 1848
In der ersten Hälfte des 19. Jahrhunderts trugen gesamtschweizerische Vereine wesentlich zur Entstehung eines schweizerischen Nationalbewusstseins bei. Neben Vereinigungen wie der im 18. Jahrhundert gegründeten Helvetischen Gesellschaft und dem seit 1824 bestehenden Schweizerischen Schützenverein zählten auch die Zofingia sowie die von ihr abgespaltene Helvetia zu den Gesellschaften, die das Terrain für den 1848 gegründeten modernen Schweizer Bundesstaat bereiteten. Im jungen Bundesstaat blieben die Studentenverbindungen insbesondere wegen ihrer Funktion als Kaderschmieden von Bedeutung. Zwischen 1848 und 1857 nahm der Anteil der Mitglieder der Zofingia im eidgenössischen Parlament bis auf 25 Prozent zu. Im ersten Schweizerischen Bundesrat waren mit Jonas Furrer und Ulrich Ochsenbein zwei von sieben Magistraten Mitglieder der Zofingia, wobei Jonas Furrer zugleich auch der erste Bundespräsident der Schweiz war. Auch bei der Ausarbeitung der ersten Bundesverfassung der Schweiz von 1848 war mit Johann Konrad Kern ein Zofinger als Hauptredaktor massgeblich beteiligt. Kern wurde 1848 ausserdem zum ersten Präsidenten des Schweizerischen Bundesgerichtes gewählt und war Mitbegründer des 1855 eröffneten Eidgenössischen Polytechnikums, der heutigen ETH Zürich.

### Entstehung politischer Flügel
Im Kontext der sozialen Frage entstand zu Beginn des 20. Jahrhunderts die sozialistisch-pazifistische Reformbewegung der Idealzofinger (IZ). Sie bildet den linken politischen Flügel der Zofingia, der im Gegensatz zum liberal-konservativen Ubetonenflügel (UBT) steht. Die beiden Richtungen prägen das Vereinsleben bis heute. Je nach Sektion sitzen IZ und UBT bei offiziellen Sitzungen nach wie vor getrennt. Teilweise ist die Zugehörigkeit zu den beiden Flügeln auch an der Kopfbedeckung zu erkennen. So tragen die UBT der Sektion Basel des Altzofingervereins beispielsweise mehrheitlich Biertonnen mit roter, IZ solche mit weisser Mitte.

## Sektionen
Die Verbindung ist in zwölf Sektionen unterteilt und an neun Universitäten sowie an drei Mittelschulen vertreten (Stand: 2014). Stand 2024 gibt es noch zwei Mittelschulsektionen.

### Aktive Sektionen
- Zofingia Zürich (1819), akademisch
- Zofingia Bern (1819), akademisch
- Zofingue Vaud (1820), akademisch
- Zofingia Basel (1821), akademisch
- Zofingue Genève (1823), akademisch
- Zofingue Neuchâtel (1823), akademisch
- Zofingia St. Gallen MSG (1824), pennal
- Zofingia Fribourg (1829), akademisch
- Zofingia Aarau (1834), pennal
- Zofingia St. Gallen HSG (1952), akademisch
- Zofingia Luzern (2002), akademisch

### Aufgehobene und suspendierte Sektionen
- Zofingia Luzern (1820–2011), pennal
- Zofingia Freiburg i. Br. (1821–1823), akademisch
- Zofingia Solothurn (1821–1823), pennal
- Zofingia Schaffhausen (1824–1858), pennal
- Zofingia Chur (1828–1914), pennal
- Zofingia Lugano (1854), pennal
- Zofingia Bellinzona (1916–1970), pennal
- Zofingia Zofingen-Olten (1979–2006), pennal
- Zofingia Basel (1999), pennal

## Frauenfrage
Die Universität Lausanne hatte der Studentenverbindung die Anerkennung verweigert, weil sie Frauen ausschloss. Die Universität argumentierte, dass sie als staatlicher Akteur an die Grundrechte, insbesondere an die Rechtsgleichheit, gebunden sei und damit Frauen und Männer gleich behandeln müsse. Daher dürfe sie eine Vereinigung, die nur Männer als Mitglieder zulasse, nicht anerkennen. Im Jahr 2014 entschied das Bundesgericht zunächst, dass das Recht der Zofingia, sich frei zu vereinigen und damit auch Frauen auszuschliessen, der Rechtsgleichheit vorgehe. Im Jahr 2025 änderte das Bundesgericht seine Rechtsprechung und gab der Rechtsgleichheit den Vorrang. Die Universität Lausanne und die EPFL hatten der Zofingia die Anerkennung verweigern wollen und erfolgreich Beschwerde erhoben.

## Preise
1898 begründete die Waadtländer Sektion des Zofingervereins mit dem Prix Rambert den ältesten Literaturpreis der Romandie, der seit 1903 in Erinnerung an Eugène Rambert (1830–1886) alle drei Jahre von einer Jury an französischsprachige Schweizer Autoren verliehen wird.

## Persönlichkeiten

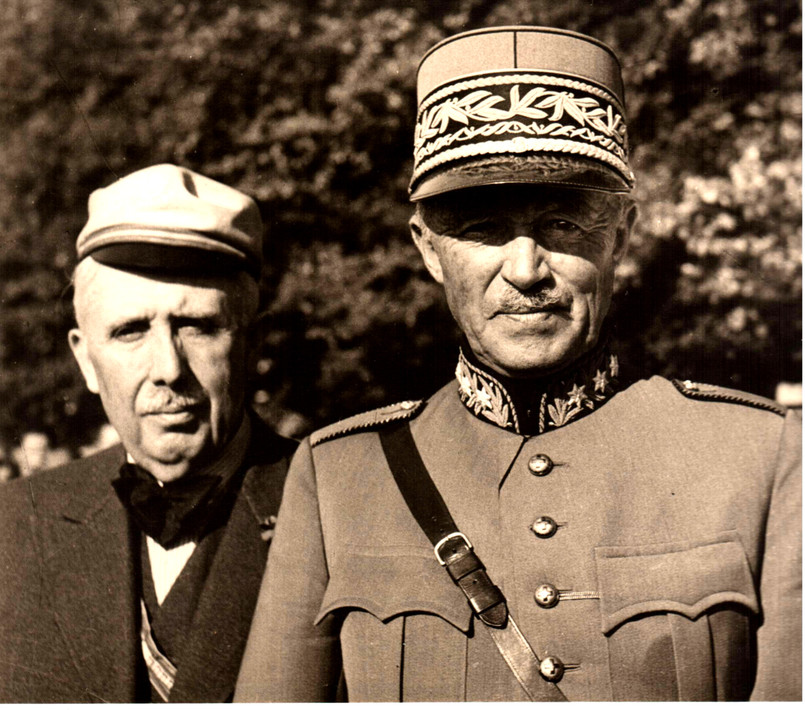
Bundesrat Eduard von Steiger und General Henri Guisan am Centralfest 1945 in Zofingen

## Archive

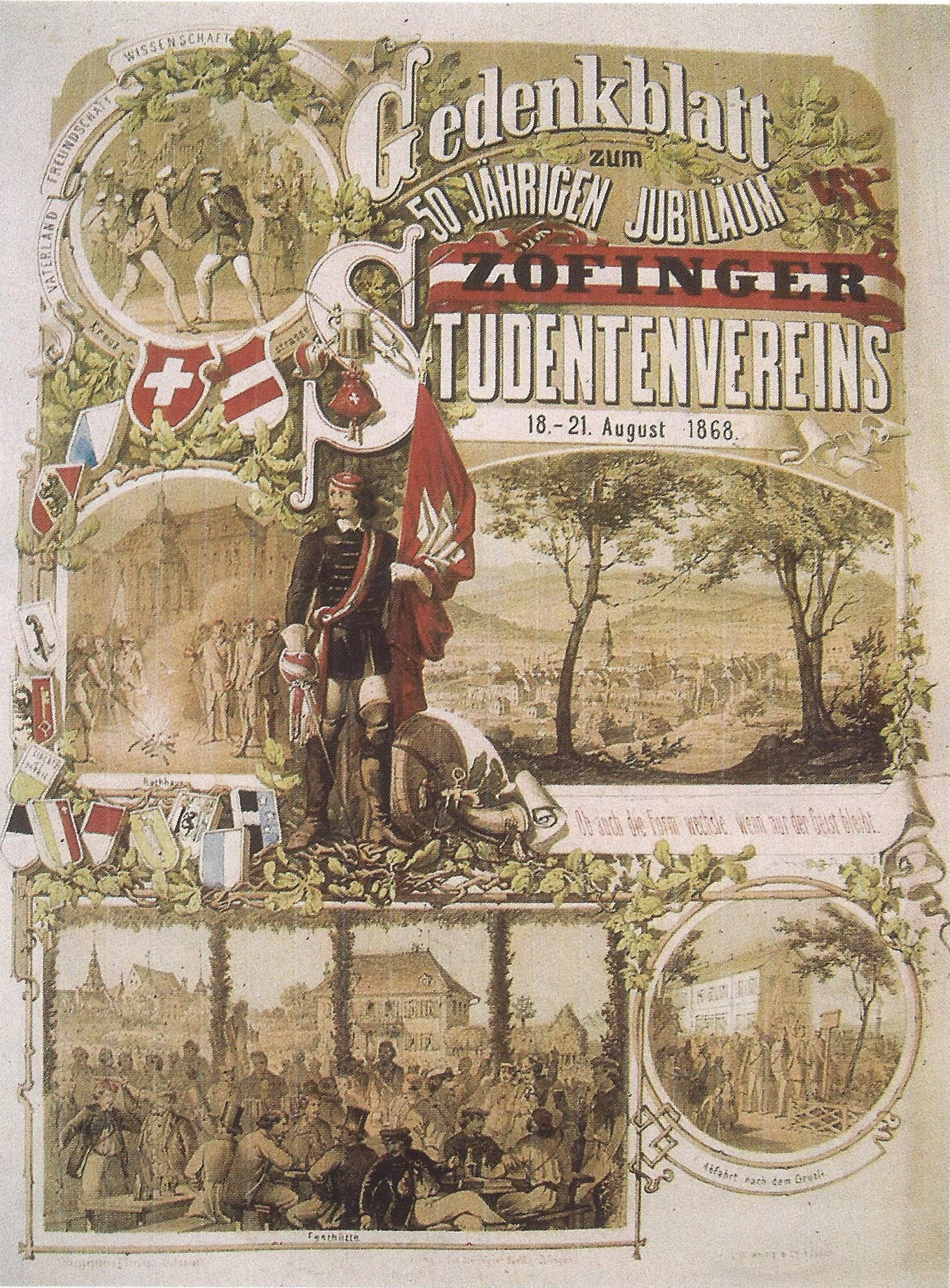
Zofingia (1868)

### Zofingerverein
- Archiv des Centralausschusses (Centralarchiv) im Staatsarchiv Basel-Stadt
- Archiv der Sektion Bern im Staatsarchiv des Kantons Bern
- Archiv der Sektion Genf in den Archives d’Etat Genève
- Archiv der Sektion Luzern im Staatsarchiv Luzern
- Archiv der Sektion Waadt in den Archives cantonales vaudoises
- Archiv der Sektion Zürich im Staatsarchiv Zürich

### Altzofingerverein
- Archiv des Centralausschusses (Centralarchiv) im Staatsarchiv Basel-Stadt
- Archiv der Sektion Bern (Kanton) im Staatsarchiv des Kantons Bern
- Archiv des Zofingerhaus-Vereins Bern im Staatsarchiv des Kantons Bern
- Archiv der Sektion Genf in den Archives d’Etat Genève
- Archiv der Sektion Luzern im Staatsarchiv Luzern
- Archiv der Sektion Waadt in den Archives cantonales vaudoises
- Archiv der Sektion Zürich im Staatsarchiv Zürich